# MLB侍
『MLB侍』（エムエルビーざむらい）は、2007年4月15日（14日深夜）から2008年9月28日（27日深夜）までTBSで放送された野球情報番組である。

## 概要
野茂英雄がロサンゼルス・ドジャースへ移籍して以来、毎年のように日本プロ野球界で活躍した日本人選手たちが太平洋を渡り、メジャーリーグで活躍している。以来、日本国内のメディアもメジャーリーグに関する情報を多く取り上げるようになったが、テレビ中継やスポーツニュースが取り上げる内容は松坂大輔・イチロー・松井秀喜といった限られた選手ばかりに偏りがちであり、他の日本人選手たちを特集することはめったにない。
この番組は、普段あまり報道されることのない人物も含め、メジャーリーグで活躍する日本人選手たちのここ1週間での活動内容を全て紹介していた。また、個人ブログに書き込まれる日本人メジャーリーガーの名前を集計し、その集計結果からランキングを打ち出す『侍メジャーランキング』などの企画も実施していた。2008年7月には、前身番組『MLB主義』の出演者・石橋貴明がこの番組のアメリカロケに参加した。この模様は、7月中旬から番組が終了する9月までの2か月近く番組内で放送された。
『MLB主義』時代と同様に、この番組もメジャーリーグのレギュラーシーズン中のみの期間限定番組として放送された。

## 放送時間
時刻はいずれもJST、ともに第1週目以外の週に放送。
- 毎週日曜 2:40 - 2:55 （土曜深夜、2007年4月 - 同年9月）
- 毎週日曜 2:40 - 2:55 （土曜深夜、2008年4月 - 同年9月）

## 出演者
- SHEILA